# Puccinia interjecta
Puccinia interjecta ist eine Ständerpilzart aus der Ordnung der Rostpilze (Pucciniales). Der Pilz ist ein Endoparasit der Korbblütlergattung Baccharis. Symptome des Befalls durch die Art sind Rostflecken und Pusteln auf den Blattoberflächen der Wirtspflanzen. Sie ist in Mittelamerika verbreitet.

## Merkmale

### Makroskopische Merkmale
Puccinia interjecta ist mit bloßem Auge nur anhand der auf der Oberfläche des Wirtes hervortretenden Sporenlager zu erkennen. Sie wachsen in Nestern, die als gelbliche bis braune Flecken und Pusteln auf den Blattoberflächen erscheinen.

### Mikroskopische Merkmale
Das Myzel von Puccinia interjecta wächst wie bei allen Puccinia-Arten interzellulär und bildet Saugfäden, die in das Speichergewebe des Wirtes wachsen. Ihre Spermogonien wachsen beidseitig auf den Wirtsblättern. Die beid- oder überwiegend blattunterseitig wachsenden Aecien der Art treten durch Schlitze hervor und stehen in kleinen Gruppen. Sie besitzen 33–38 × 23–28 µm große, für gewöhnlich ellipsoide bis breit-ellipsoide und hyaline Aeciosporen mit stachelwarziger Oberfläche. Uredien bildet der Pilz nicht aus. Die blattunterseitig wachsenden Telien der Art sind schwarzbraun, gruppiert und bedeckt. Die gelblichen Teliosporen sind zweizellig, in der Regel lang-ellipsoid und 62–78 × 23–27 µm groß. Ihre Stiele sind farblos und bis zu 60 µm lang.

## Verbreitung
Das bekannte Verbreitungsgebiet von Puccinia interjecta reicht von Guatemala bis Mexiko.

## Ökologie
Die Wirtspflanzen von Puccinia interjecta sind verschiedene Baccharis-Arten. Der Pilz ernährt sich von den im Speichergewebe der Pflanzen vorhandenen Nährstoffen, seine Sporenlager brechen später durch die Blattoberfläche und setzen Sporen frei. Die Art durchläuft einen Entwicklungszyklus mit Spermogonien, Aecien und Telien, vollzieht aber keinen Wirtswechsel.

## Taxonomie
Die Art wurde 1932 durch Herbert Spencer Jackson erstbeschrieben.